# Municipio de Maumelle (condado de Craighead)
El municipio de Maumelle (en inglés: Maumelle Township) es un municipio ubicado en el condado de Craighead en el estado estadounidense de Arkansas. En el año 2010 tenía una población de 2260 habitantes y una densidad poblacional de 23,92 personas por km².

## Geografía
El municipio de Maumelle se encuentra ubicado en las coordenadas 35°45′10″N 90°33′4″O / 35.75278, -90.55111. Según la Oficina del Censo de los Estados Unidos, el municipio tiene una superficie total de 94.46 km², de la cual 94,31 km² corresponden a tierra firme y (0,16 %) 0,15 km² es agua.

## Demografía
Según el censo de 2010, había 2260 personas residiendo en el municipio de Maumelle. La densidad de población era de 23,92 hab./km². De los 2260 habitantes, el municipio de Maumelle estaba compuesto por el 95,49 % blancos, el 2,08 % eran afroamericanos, el 0,13 % eran amerindios, el 0,04 % eran asiáticos, el 1,19 % eran de otras razas y el 1,06 % eran de una mezcla de razas. Del total de la población el 2,21 % eran hispanos o latinos de cualquier raza.